# Гребний слалом на літніх Олімпійських іграх 2016 — каное-двійки (чоловіки)
Змагання з гребного слалому на каное-двійках серед чоловіків на літніх Олімпійських іграх 2016 проходять з 8 по 11 серпня на Олімпійському слаломному стадіоні. У змаганнях беруть участь 24 спортсмени із 12 країн.

## Призери
| Золото                                 | Срібло                                 | Бронза                         |
| Ладислав Шкантар і Петер Шкантар (SVK) | Дейвід Флоуренс і Річард Гунслоу (GBR) | Готьє Клосс і Матьє Пеше (FRA) |

## Розклад змагань
Час місцевий (UTC−3)
| Дата      | Час | Раунд          |
| --------- | --- | -------------- |
| 8 серпня  |     | Кваліфікація   |
| 11 серпня |     | Півфінал Фінал |

## Змагання
Кваліфікаційний раунд проходить у 2 спроби, проте в залік йде результат лише кращої з них. Сума балів у кожній спробі складається з часу, витраченого на проходження траси, і суми штрафних очок, які спортсмен отримує за неправильне проходження воріт. Одне штрафне очко дорівнює одній секунді. 
| Місце | Ім'я                                     | Попередні запливи | Попередні запливи | Попередні запливи | Попередні запливи | Попередні запливи | Попередні запливи | Півфінал   | Півфінал   | Півфінал   | Фінал      | Фінал      | Фінал      |
| Місце | Ім'я                                     | 1-й заплив        | Штр.              | 2-й заплив        | Штр.              | Кращий            | Місце             | Час        | Штр.       | Місце      | Час        | Штр.       | Місце      |
| ----- | ---------------------------------------- | ----------------- | ----------------- | ----------------- | ----------------- | ----------------- | ----------------- | ---------- | ---------- | ---------- | ---------- | ---------- | ---------- |
| 1     | Ладислав Шкантар і Петер Шкантар (SVK)   | 100.89            | 0                 | 106.00            | 8                 | 100.89            | 1                 | 110.42     | 4          | 6          | 101.58     | 0          | 1          |
| 2     | Дейвід Флоуренс і Річард Гунслоу (GBR)   | 103.27            | 0                 | DNS               | -                 | 103.27            | 3                 | 109.60     | 2          | 3          | 102.01     | 0          | 2          |
| 3     | Готьє Клосс і Матьє Пеше (FRA)           | 103.35            | 2                 | 102.43            | 0                 | 102.43            | 2                 | 110.19     | 4          | 5          | 103.24     | 0          | 3          |
| 4     | Франц Антон і Ян Бенцін (GER)            | 103.43            | 0                 | 114.35            | 4                 | 103.43            | 5                 | 107.93     | 0          | 1          | 103.58     | 0          | 4          |
| 5     | Марцін Похвала і Пйотр Щепанський (POL)  | 115.36            | 2                 | 159.68            | 52                | 115.36            | 11                | 110.17     | 0          | 4          | 104.97     | 0          | 5          |
| 6     | Михайло Кузнецов і Дмитро Ларіонов (RUS) | 167.26            | 54                | 107.39            | 0                 | 107.39            | 8                 | 112.39     | 6          | 8          | 106.70     | 0          | 6          |
| 7     | Лука Божич і Сашо Татьят (SLO)           | 105.21            | 0                 | 113.41            | 2                 | 105.21            | 6                 | 111.14     | 4          | 7          | 107.73     | 2          | 7          |
| 8     | Йонаш Кашпар і Марек Шиндлер (CZE)       | 104.32            | 0                 | 103.43            | 4                 | 103.43            | 4                 | 108.09     | 4          | 2          | 108.35     | 4          | 8          |
| 9     | Лукас Верро і Симон Верро (SUI)          | 158.47            | 54                | 110.56            | 2                 | 110.56            | 9                 | 115.40     | 4          | 9          | 111.52     | 0          | 9          |
| 10    | Кейсі Айкфелд і Девін Макюен (USA)       | 112.33            | 4                 | 117.19            | 6                 | 112.33            | 10                | 116.26     | 2          | 10         | 119.85     | 8          | 10         |
|       |                                          |                   |                   |                   |                   |                   |                   |            |            |            |            |            |            |
| 11    | Шарлес Корреа і Андерсон Олівейра (BRA)  | 107.71            | 2                 | 106.14            | 2                 | 106.14            | 7                 | 116.49     | 6          | 11         | не пройшли | не пройшли | не пройшли |
|       |                                          |                   |                   |                   |                   |                   |                   |            |            |            |            |            |            |
| 12    | Сьота Сасакі і Цубаса Сасакі (JPN)       | 122.04            | 12                | 119.04            | 6                 | 119.04            | 12                | не пройшли | не пройшли | не пройшли | не пройшли | не пройшли | не пройшли |